# Кувас
Угорський кувас або просто кувас (угор. kuvasz) — типовий представник підгрупи угорських білих пастуших собак, ХІІІ ст. Статус куваса при середньовічних дворах був такий високий, а роль цього потужного захисника знатних осіб така велика, що лише персонам королівської крові і особам, що користувалися їх особливим розташуванням, дозволялося мати цю собаку.

## Історія породи
Вважають, що кувас міг потрапити на територію Карпатського басейну за часів великого переселення народів. Проте останнім часом з'явилося багато теорій та заяв, починаючи з тверджень про тибетське походження породи і закінчуючи родинними зв'язками з турецьким акбашем. З анатомічної точки зору куваса можна зарахувати до пастуших собак. Однак, очевидно, що на території від Азії до Піренеїв сьогодні є різні місцеві варіанти породи, що утворилися від одного стародавнього типу.
Коротша шерсть куваса дала йому можливість легко пересуватися серед високих трав і рослин. Тому його використовували і для полювання. У письмових згадках про цю породу, що дійшли до наших днів, постійно плутаються кувас і комондора. Вже в давнину в цій частині Європи людям було відомо про те, що угорські поселення охороняються двома типами пастуших собак. З цих згадок випливає, що кувас з дуже незапам'ятних часів вважався надійним охоронцем.

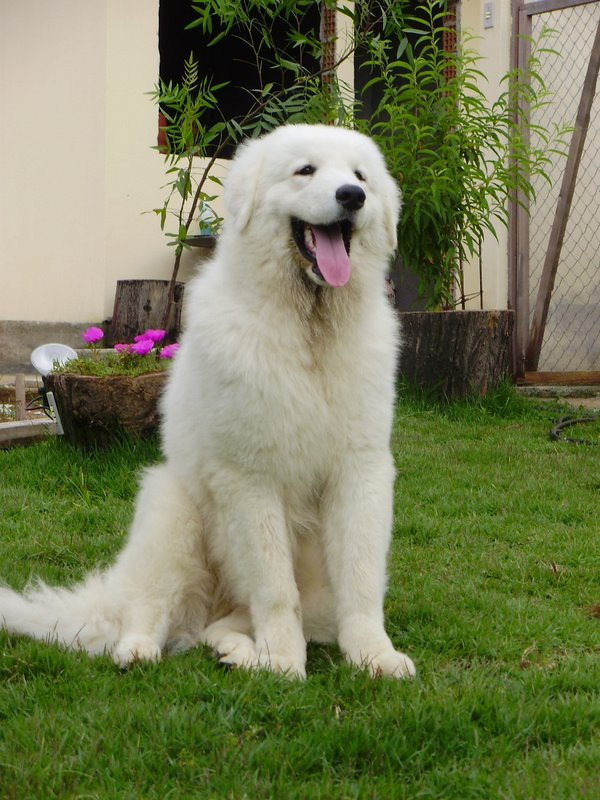

Кувас завжди був виключно білого кольору, що допомагало його відрізняти в темний час доби від ведмедя і вовка. Куваса не треба було навчати охороняти будинок, але в той же час треба брати до уваги, що мова йде про виключно характерну породу, яка вимагає послідовного і, головним чином, професійного підходу. З щенячого віку його необхідно привчати до його місця в родині, якій він завжди буде вірний і яку буде завжди самовіддано і безстрашно захищати і охороняти. Порода ця відрізняється жорстким і витриманим характером, тому дуже важливо і корисно виховувати її дбайливо й уважно.
Розквіт породи припав на XV—XVI ст., коли у всіх крупних замках велися свої родовідні книги породи (як і піренейського собаки у Франції). Історія зберегла відомості про те, що знаменитий король Матіуш I (кінець XV ст) ніде не з'являвся без куваса, щонайменше одного, а в палаці і довкола нього тримав по декілька собак відразу: на вірність чотириногих захисників доводилося покладатися більше, ніж на схильних до зради придворних. Матіуш I багато що зробив для чистопорідного розведення цих собак, і в його псарнях були прекрасні екземпляри. Після смерті короля куваси в основному знов повертаються до своєї первинної справи — роботи зі стадом. В наш час[коли?] куваси використовуються як пастуші, сторожові і репрезентативні собаки.
Сучасний кувас — вже не той колосальний пес, що в давнину — у стандарті поставлена верхня межа зростання чимала — 75 см для пса. Як свідчать джерела, один лише вигляд куваса декілька сотень років тому вселяв жах і відбивав всяке бажання робити замах на недоторканість високих осіб.

## Утримання
Цю породу собак дуже легко утримувати. Йому вистачить сухого місця захищеного від вітру. Якщо ваш улюбленець живе в квартирі, то обов'язково як можна частіше гуляти на вулиці. Також ця собака два рази на рік дуже сильно линяє, і тому Кувасу буде краще жити у вольєрі, щоб не завдавати вам незручностей. Навіть якщо собака живе у вольєрі, з ним все одно необхідно щодня ходити на прогулянки. Чим більше часу ви будете приділяти уваги своєму вихованцеві, тим сильніше собака буде відданий вам. У куваса дуже хороше здоров'я і він не перебірливий в їжі. І йому потрібна половина раціону, яка необхідна собакам його розміру.

## Стандарт породи заМКФ
Canis familiaris undulas hungaricus. Abonyi L. 1935. Станадарт FCI: 54/b.H
Походження: Угорщина
Використання: охорона і захист людей, будинків, територій, сільськогосподарських тварин. За стандартами МКФ зарахована до 1 породної групи: охоронні та собаки-пастухи(за винятком швейцарських снігових собак) 1 секція: Вівчарські собаки. Без робочих випробувань.
Загальний опис: Кувас — велика, сильна собака з густою, хвилястою шерстю білого кольору. Її приємний зовнішній вигляд випромінює шляхетність і силу. Частини тіла — пропорційні. Кінцівки — не короткі і не довгі. Скелет міцний, але не грубий.
Мускулатура — добре розвинена, тип конституції — міцний, сухий. Суглоби — сухі.
Загальний вигляд корпусу — прямокутник близький до квадрата. Статура — міцна. Тип поведінки — живий сангвінічний. Зовнішня невтомність свідчить про працездатність.
Поведінка і характер: кувас відрізняється хоробрістю і не знає страху. Ввірених йому людей, територію або інші об'єкти захищає ціною свого життя. Відрізняється гордістю і в разі поганого поводження його поведінка може стати більш грубою і різкою. Відданий і довіряє господареві та його оточенню. Потребує певної території
для утримання. Невимогливий і простий у догляді, легко переносить саму негожу погоду. Вельми вдячний за любов і турботу.
Голова: голова куваса має характерну для породи форму, що гармонує з корпусом. Відкрита, але не горбиста.
Саме голова найбільш відрізняє куваса від споріднених порід.
Черепна коробка: верх — широкий з вираженим потиличним гребенем і поздовжньою
борозною.
Перехід лінії чола до носа: слабо виражений, полога дуга.
Лицьова частина: носова частина — широка, довга мускулиста.
Мочка носа: тупа, чітко окреслена, чорна.
Перенісся: спинка носа пряма, перенісся без горбинки рівномірно звужується.
Губи: чорні, сухі.
Щелепи і зуби: добре розвинені. Повна зубна формула, Правильний ножицеподібний
прикус.
Очі: темнокарі, мигдалеподібні, ледь вузького і косого розрізу. Краї повік — чорні, туго примикають до очного яблука.
Вуха: невисоко посаджені, відхилені в основі, верхня третина трохи віддалена від голови, а потім повністю примикає до неї. За своєю формою нагадує тупу латинську букву «V». У настороженому стані вухо трохи рухомо, але ніколи не розпрямляється і не розгортається.
Шия: швидше коротка, ніж середня, дуже мускулиста. Щодо горизонту складає кут 25-30 градусів. Загривок (потилиця) короткий. Шкіра на шиї натягнута, без подгрудка. У псів шерсть на загривку і грудях більш виражена.
Корпус: загальний вигляд збоку — прямокутник близький до квадрату.
Холка: довга і помітно піднімається вище лінії спини.
Спина: середньої довжини, пряма, широка, мускулиста, міцна.
Поперек: короткий, міцний, як і спина.
Круп: дуже м'язистий, широкий, зі значним густим вовняним покровом, який створює враження зайвого розвитку.
Груди: мускулисті, широкі, повні. Грудна кістка злегка випирає.
Грудна клітка: глибока, середньої довжини.
Нижня лінія і живіт: у продовженні грудної клітки ззаду дещо підтягується
вгору.
Хвіст: посаджений низько, спрямований вниз. Кінчик злегка загнутий вгору, але не закручується повністю. У спокійному стані доходить до скакального суглоба. У стані збудження або настороженості може підніматися і до рівня спини.
Передні кінцівки: прямі паралельні. Постава помірно широка. Передні кінцівки відповідають стандарту тільки за умови, якщо при погляді спереду перпендикуляр, проведений з верхівки плечової кістки, збігається з осями передніх кінцівок і впирається в лапу між 3 та 4 пальцями. При погляді збоку стійка відповідає стандарту, якщо перпендикуляр, проведений від ліктьового суглоба вниз по осі лапи досягає зап'ястя.
Плечовий пояс: лопатки довгі і нахилені, рухливо прилягають до грудної клітки.
Плече: середньої довжини, з хорошими м'язами. Плече-лопатковий кут становить 100 — 110 градусів.
Лікті: сухі, тісно примикають до грудної клітки, не вивернуті ні всередину, ні назовні. Передпліччя і плече становлять кут 120—130 градусів.
Передпліччя: відносно довге, пряме, щільне, м'язи сухі, пов'язані із зап'ястям сильними зв'язками.
Зап'ястя: добре розвинені, міцні з хорошими сухожиллями.
П'ясток: короткий, сухий, кілька нахилений. Щодо вертикального перпендикуляра складає кут 10-15 градусів.
Лапи: круглі або трохи овальні, міцні. Пальці короткі, пружні і тісно стислі. Кігті тверді, сильні, чорні або аспідно-сірі.
Задні кінцівки: при погляді збоку задні кінцівки відповідають стандарту, якщо колінний суглоб та лапа знаходяться під тазостегновим суглобом. Перпендикуляр проведений від сідничного бугра має торкатися п'яткової кістки. При вигляді ззаду постановка задніх кінцівок вважається правильною, якщо перпендикуляр проведений від сідничного бугра проходить через вісь лапи. Кінцівки паралельні і перебувають одна від одної на середній відстані.
Стегно: довге, широке. Кут нахилу 100—110 градусів.
Коліно: об'ємне. Стегнова кістка і гомілка формують кут в 110—120 градусів.
Гомілка: довга, з добре мускулистими міцними зв'язками по всій довжині до заплюсни. При вигляді ззаду гомілки паралельні одна одній і осі корпусу, а також перпендикулярні землі.
Заплюсна: широка, суха, жилава. Кут суглоба становить 130—140 градусів.
Плесно: довга, вертикальна.
Лапа: овальна, точно така ж як і передня.
Рух: крок довгий, повільний. Під час бігу риссю рух більш легкий, пружний, вільний, прямий, стійкий. У русі лікті не вивертаються ні назовні ні всередину.
Шкіра: містить багато пігменту, аспідно-сіра, суха.
Вовна: середньої жорсткості, хвиляста, має тенденцію до звалювання. У основи грубої зовнішньої вовни є більш м'яке підшерстя. На голові, вухах, на внутрішніх і бічних сторонах передніх і задніх кінцівок, а також на лапах шерсть більш коротка — 1-2 см — пряма, густа. На задній стороні кінцівок шерсть досягає 5-8 см. Шерсть на шиї формує пояс, який, спускаючись нижче, утворює виражену гриву, особливо характерну для псів. Шерсть на корпусі, стегнах і передпліччях дуже хвиляста, що закручується в завитки від 4 до 12 см. Часто
утворюються пучки, валики, ковтуни. Хвіст по всій довжині густо покритий більш довгою хвилястою шерстю, яка може досягати 10-15 см навіть на його кінчику.
Колір: білий, допускається біляста слонова кістка. Мочка носа, абрис очних вік і губи — чорні. Подушечки пальців — чорні або аспідно-сірі. Десни і небо — темні, допускаються рожеві плями.
Висота в холці: пси — 71-76 см, суки — 66-70 см.
Вага: пси — 48-62 кг, суки — 35-50 кг.